# Матея Лудов
Матея Лудов (около 1800 – неизв.) от Копривщица е български комита и водач на хайдушка чета, подвизавала се в района на Средна гора и Стара планина, Одринско и Беломорието.
Хайдушката му дейност почва след 1820 година. Заловен е от турците, осъден е на вечни окови и хвърлен в Цариградския затвор. По настояване на влиятелния чорбаджи Вълко Чалъков, който бил добър приятел с великия везир и султана Махмуд II, Матея бил освободен.
Други сведения съобщават, че след залавянето му Матея Лудов е хвърлен в Пловдивската тъмница. През 1843 г. той работи с други затворници и при пренасяне на греди за поправка на мост над река Марица, където е познат от съгражданина си чорбаджи Стоян Чалъков. По негова молба отправена към пловдивския мютесарифин е помилван и освободен. След това дирите му се губят
На 29 – 30 април 1876 г. по време на Априлското въстание, събранието на някои от чорбаджиите решило да се захвърли на страна писмото на „чапкъните“ (въстаниците) и да се направи друго с таково съдържание: „Въстаниците са изловени и са затворени на здраво място. Проводете войска да ви ги предадем, за да ги накажете, та да се успокои населението“. За носач на писмото бил избран Матея Лудов, комуто били обещани 20 лири от селото, а частно от присъстващите по 2 – 3 лири, но парите ще получел, след като връчел писмото на правителството. Тогава му дали пари само за разноски. Писмоносецът изпълнил мисията си, но, вместо награда, турското правителство го затворило.